# Gottfried Hoffmann (Pädagoge)
Gottfried Hoffmann (* 5. Dezember 1658 in Plagwitz, Herzogtum Schweidnitz-Jauer; † 1. Oktober 1712 in Zittau) war ein deutscher evangelisch-lutherischer Lehrer, Schulrektor und Kirchenliederdichter.

## Leben
Hoffmann wurde in Plagwitz im Fürstentum Jauer geboren. Die Bedrängnisse, denen die Protestanten Schlesiens nach dem 1648 geschlossenen Westfälischen Frieden ausgesetzt waren, zwangen Gottfried Hoffmanns von den Jesuiten verfolgte Eltern, 1666 in Lichtenau in der Oberlausitz Zuflucht zu suchen. In äußerlich sehr gedrückten Verhältnissen war Hoffmann nun von 1671 bis 1681 Schüler des Lyzeums in Lauban und  wechselte dann an das Gymnasium Zittau, das damals der deutsche Dichter und Pädagoge Christian Weise leitete. Mit diesem trat er in enge Verbindung, fungierte als dessen Gehilfe und lernte von ihm die Kunst der Pädagogik.
Erst ab 1685 besuchte Hoffmann als schon gereifter Mann die Universität Leipzig. Hier hörte er Vorlesungen in Philosophie, die nach den Lehren von René Descartes gestaltet waren, und studierte ferner Sprachen, Geschichte und Theologie. Zu Beginn des Jahres 1688 erlangte er den Titel eines Magisters. Er bewährte sich bald auch in Predigten und Disputationen sowie als Lehrer in vornehmen Familien. Von den an den Universitäten stark vertretenen pietistischen Bewegungen hielt sich der dennoch sehr fromme orthodoxe Exulantensohn fern.
Hoffmann beabsichtigte zunächst, akademischer Lehrer zu werden, folgte aber 1688, als das Lyzeum von Lauban durch seinen Rektor Wende umgestaltet wurde, dem Ruf, als Konrektor an dieser Anstalt zu arbeiten. Nach Wendes Abgang erhielt er 1695 dessen Amt und war bis 1708 Rektor der Schule in Lauban, danach Rektor in Zittau. 1698 erschien sein Evangelischer Geschichts-Calender bei G. Rößler in Lauban. Er drang auf praktische Behandlung des Unterrichts, wie auch seine damals erschienenen Schriften zeigen.
1708 wechselte Hoffmann an das Gymnasium in Zittau, wo er von Weise das Rektorenamt übernahm. Durch ihn kam neues Leben auch in diese Schule. Seine 1709 erschienene Schrift Das Zittauische „Dic cur hic et hoc age“ fasste seine pädagogischen Prinzipien wirksam zusammen und dürfte zu den besten damals entstandenen pädagogischen Werken zählen. Auch besuchten nun wesentlich mehr Schüler das von ihm geführte Gymnasium. Im Interesse seiner Schüler leitete Hoffnmann u. a. die Aufstellung der Ratsbibliothek in neuen Räumen.
Beide Lehranstalten, an denen Hoffmann wirkte, blühten unter seiner Leitung auf. Der geschätzte Pädagoge belebte die Inszenierung lateinischer Schulkomödien neu und förderte das geistliche Leben seiner Gymnasiasten, indem er etwa sonntags über Stellen aus der Bibel referierte. Ebenfalls hauptsächlich für seine Schüler dichtete er 60 Kirchenlieder.
Nachdem Hoffmann vier Jahre lang als Rektor des Zittauer Gymnasiums gearbeitet hatte, starb er am 1. Oktober 1712 im Alter von 53 Jahren. Dankbare Schüler stifteten ihm zu Ehren eine Gedächtnisfeier, die jährlich wiederkehren sollte. Von seinen drei Söhnen zeichneten sich Christian Gottfried Hoffmann und Johann Wilhelm Hoffmann als bedeutende Juristen aus.

## Familie
Hoffmann war in erster Ehe mit Martha, Tochter des Zittauer Bürgermeisters Joachim Günther verheiratet. Im Jahr 1698, nach dem Tod seiner ersten Ehefrau heiratete er die Predigerstochter Christine Schönfeld. Aus zweiter Ehe entstammten 6 Töchter und Johann Wilhelm Hoffmann, in erster Ehe war beispielsweise Christian Gottfried Hoffmann geboren worden.

## Schriften (Auswahl)
- Der gute Schulmann (1695)
- Ausführlicher Bericht von der Methode bei den Lectionibus im Laubanischen Lyceo (1695)
- Einleitung in die lateinische Sprache (1696)
- Guter Paedagogus (für den häuslichen Unterricht, 1696)
- Ordentlicher und gründlicher Weg zur Composition der lateinischen Sprache (1702)
- Wohlmeinende Vorschläge, wie christliche Aeltern, die ihre Kinder in die Schule schicken, denen Praeceptoribus beistehen können (1702)
- Laubanische Kirchen- und Schulgebete (1704)
- Auserlesene Kernsprüche Heiliger Schrift (1705)
- Aerarium biblicum oder tausend Bibelsprüche aufs kürzeste erklärt (1706)
- Lebensgeschichte aller evangelischen Pastorum, die in Lauban gelehrt haben (1707)